# New York Biltmore Hotel
Le New York Biltmore Hotel était un hôtel de luxe situé au 335 Madison Avenue, dans le quartier de Midtown Manhattan, à New York. 
Développé par la New York Central Railroad et la New York, New Haven and Hartford Railroad, il est exploité de 1913 à 1981. Il faisait partie des nombreux grands hôtels construits autour de Grand Central Terminal, dans le cadre de Terminal City. Le Biltmore a été conçu dans le style néo-Renaissance italienne par Warren and Wetmore (en), l'un des cabinets impliqués dans la conception de Grand Central. Bien que sa structure en acier soit toujours présente, l'hôtel lui-même a été presque entièrement démoli et remplacé par un immeuble de bureaux au début des années 1980.

## Description
Le bâtiment de l'hôtel est décrit comme comptant entre 23 et 26 étages,,. Sa façade était en granit, calcaire, brique et terre cuite. Son plan était en grande partie en U, avec une cour intérieure lumineuse orientée à l'ouest, en direction de Madison Avenue. Au sous-sol se trouvait une salle de réception donnant directement sur Grand Central Terminal. Les salles à manger publiques, dont le Palm Court et la salle à manger principale, se trouvaient au rez-de-chaussée. Un jardin sur le toit surplombait le sixième étage, orienté à l'est, en direction de Vanderbilt Avenue. Des salles de bal et des espaces de réunion supplémentaires se trouvaient aux étages supérieurs. Au total, le Biltmore comptait 1 000 chambres et suites ; le quatrième étage comprenait une suite de divertissement privée appelée la Suite Présidentielle.

## Histoire
Après la construction du Grand Central Terminal, le New York Central commence à planifier un hôtel dans le quartier au début des années 1910, et il ouvre officiellement ses portes le 31 décembre 1913. L'hôtel est à l'origine exploité par Gustav Baumann, décédé en octobre 1914. Le directeur de l'hôtel, John McEntee Bowman (en), l'exploite ensuite jusqu'à sa mort en 1931, affiliant le Biltmore à la chaîne Bowman-Biltmore Hotels (en). Realty Hotels Inc., une filiale du New York Central, reprend l'hôtel en 1934 et l'exploite pendant quatre décennies. Paul Milstein (en) achète l'hôtel en 1978 et commence à démolir l'intérieur immédiatement après sa fermeture, le 15 août 1981. Malgré les protestations des défenseurs de l'environnement, Milstein vide le Biltmore et le transforme en un immeuble de bureaux appelé Bank of America Plaza, qui ouvre ses portes en mai 1984. Bank of America déménage en 2010 et le bâtiment devient le 335 Madison Avenue. Après une nouvelle rénovation en 2019, le bâtiment devient The Company Building, rebaptisé 22 Vanderbilt fin 2022.